# Koszva
A Koszva (oroszul: Косьва) folyó Oroszország európai részén, főként a Permi határterületen; a Káma bal oldali mellékfolyója.
Neve komi-permjak eredetű, a kosz vagy kesz (jelentése: 'száraz, sekély') és a va (jelentése: 'víz') szavak összetételével keletkezett.

## Földrajz
Hossza: 283 km, vízgyűjtő területe: 6 300 km², évi közepes vízhozama (11 km-re a torkolattól): 90 m³/sec.
Az Északi-Urálban, a Szverdlovszki terület északi részén ered. Két forrásága, a Nagy- és a Kis-Koszva találkozása után, már végig a Permi határterületen, a Középső-Urál nyugati oldalán és előhegyeiben folytatja útját nyugat-délnyugat felé és a Káma felduzzasztásával létrejött Kámai-víztározóba torkollik. Legalsó szakaszán a víztározó öblévé szélesedik. 
Főként eső- és hóolvadékvíz táplálja. Novembertől április végéig, májusig befagy. Tavaszi árvize van, május-júniusban folyik le az éves vízmennyiség közel 50%-a. 
Csak kisebb mellékfolyói vannak, köztük:
- balról a Kirja, a Nagy-Oszljanka, a Vilva;
- jobbról a Tilaj, a Tipil és a Nyar.

Vízgyűjtő területének legnagyobb részét erdő borítja. Vidékén a 19. században aranyat és platinát bányásztak, a 20. században nagy területeken intenzív fakitermelés és faúsztatás folyt, ennek nyomai még a 21. század elején is láthatók. 
A folyó középső szakaszán, Sirokovszkij településnél az 1940-es években vízerőmű és duzzasztógát épült. Mögötte a folyóvölgy közel 41 km² területű, kb. 25 km hosszú víztározóvá alakult. Az erőmű építkezésén a Gulag foglyai, elsősorban kalmük nemzetiségű katonák dolgoztak, akiket a világháború frontjairól egyenesen ide, a Koszva völgyébe deportáltak.
A vízerőműtől lefelé, a Koszva két partján fekszik Gubaha vegyipari központ, korábban bányaváros is (lakossága 2010-ben körülbelül 27 000 fő volt). Környékén és Kizel térségében terül el a Kizeli-szénmedence, amely mára nagyrészt kimerült. A szovjet korszakban művelt, azóta felhagyott szénbányákból kifolyó gyengén kénsavas felszínalatti vizek a vidék folyóit még napjainkban is szennyezik. Gubaha alatt a folyó erősen szennyezett.